# اوتاویو مونتیرو
اوتاویو ادمیلسون دا سیلوا مونتیرو (پرتغالی: Otávio Edmilson da Silva Monteiro؛ زادهٔ ۹ فوریهٔ ۱۹۹۵) که عموماً با نام اوتاویو شناخته می‌شود ، بازیکن فوتبال اهل پرتغال است که در پست وینگر و هافبک هجومی برای باشگاه النصر بازی می‌کند.

## آمار ملی

### بازی‌های ملی
تا تاریخ ۱۹ نوامبر ۲۰۲۳
| پرتغال | پرتغال | پرتغال | پرتغال |
| سال    | بازی   | گل     | پاس گل |
| ------ | ------ | ------ | ------ |
| ۲۰۲۱   | ۲      | ۱      | ۰      |
| ۲۰۲۲   | ۹      | ۱      | ۱      |
| ۲۰۲۳   | ۸      | ۱      | ۱      |
| مجموع  | ۱۹     | ۳      | ۲      |

### گل‌های ملی
| شماره | تاریخ          | میزبان     | بازی ملی | حریف       | نتیجه | رقابت                         |
| ----- | -------------- | ---------- | -------- | ---------- | ----- | ----------------------------- |
| ۱     | ۴ سپتامبر ۲۰۲۱ | دبرتسن     | ۱        | قطر        | ۳–۱   | دوستانه                       |
| ۲     | ۲۴ مارس ۲۰۲۲   | پورتو      | ۳        | ترکیه      | ۳–۱   | مقدماتی جام جهانی ۲۰۲۲        |
| ۳     | ۲۶ مارس ۲۰۲۳   | لوکزامبورگ | ۱۲       | لوکزامبورگ | ۶–۰   | مقدماتی جام ملت‌های اروپا ۲۰۲۴ |

## افتخارات

### اینترناسیونال
- کمپیوناتو گاوشو : ۲۰۱۳ و ۲۰۱۴[۲]

### پورتو
- لیگ برتر فوتبال پرتغال : ۲۰۱۷–۲۰۱۸ [۳] و ۲۰۲۰–۲۰۱۹ [۳] و ۲۰۲۱–۲۰۲۲
- جام حذفی فوتبال پرتغال : ۲۰۱۰–۲۰۲۲ [۴] و  ۲۰۲۱–۲۰۲۲ و  ۲۰۲۲–۲۰۲۳
- سوپر جام فوتبال پرتغال : ۲۰۱۸ [۵] و ۲۰۲۰[۶]

### افتخارات فردی
- بهترین بازیکن فصل لیگ برتر فوتبال پرتغال:۲۰۲۲–۲۰۲۳[۷]
- جزو تیم سال لیگ برتر فوتبال پرتغال :  ۲۰۲۰–۲۰۱۹ و ۲۰۲۰–۲۰۲۱ و ۲۰۲۲–۲۰۲۳